# Phyllachora calycophylli
Phyllachora calycophylli är en svampart som beskrevs av Speg. 1922. Phyllachora calycophylli ingår i släktet Phyllachora och familjen Phyllachoraceae.   Inga underarter finns listade i Catalogue of Life.